# Segovesus
Segovesus také Sigoves (asi 4. století př. n. l.) je osobnost galské ságy, synovec matky kmene Biturigů a keltského krále Ambikata. Jeho bratr byl Bellovesus. O Segovesovi se dochovaly informace ve spisech římského historika Tita Livia. Titus Livius zaznamenal událost vztahující se k období 378 – 395 př. n. l. v niž se píše: Král Biturigů Ambigat vyslal své dva synovce z přelidněné země, aby hledali nová sídla. Věštba určila za nový domov Segovesovi oblast Hercynského lesa, Bellovesovi pak oblast dnešní severní Itálie.
Místo uprostřed Hercynského lesa, na které Segovesus se svou početnou družinou dorazil, dostalo jméno Biohemium, které se patrně nacházelo na území dnešních Čech. V té době zde sídlili Keltové. První zmínky o Keltech ve střední Evropě pochází z 5. století př. n. l., kdy je zaznamenal antický dějepisec Hérodotos. Nejznámějším obdobím keltských Čech je zlatý věk Bojů, podle kterých se toto území do dnešních dnů nazývá, Bohemia.
Počátky zlatého věku Keltů spadají do 4. století př. n. l., kdy se keltské kmeny daly do pohybu a postupně osídlily většinu evropského kontinentu. Bojovní Bojové (jejich jméno v překladu znamená Strašní) nejprve přitáhli přes Alpy do severní Itálie, aby se později znovu vrátili, když se v Pádské nížině nedostávalo zemědělské půdy pro život. Bojové se v Čechách pozvolna sloučili s domácím keltským obyvatelstvem. V následujících letech nastal rozkvět tohoto území, rostla výroba, řemesla, zemědělství, obchod, těžba zlata a ražba mincí. V posledních dvou stoletích př. n. l. Keltové začali stavět oppida, první města v Čechách. Pojmenování měst se nedochovalo, podle nepříliš přesných údajů Klaudia Ptolemaia, známého geografa z Alexandrie můžeme u některých oppid názvy pouze tušit (Abilunon, Kasurgis, Koridorgis).